# Awatschinskaja Sopka
Die Awatschinskaja Sopka (russisch Авачинская сопка; auch Gorjelaja Sopka, Awatschinski oder Awatscha; russisch Авачинский, Авача) ist ein aktiver Schichtvulkan auf der Halbinsel Kamtschatka im äußersten Osten Russlands.

## Lage und Beschreibung
Der Vulkan liegt in Sichtweite 27 Kilometer nördlich der Stadt Petropawlowsk-Kamtschatski, der Hauptstadt der Region Kamtschatka, und ist 2741 Meter hoch. Er ist ein sogenannter Somma-Vulkan, das heißt, der Vulkankegel wächst aus der Caldera eines größeren, älteren Vulkans (mit 4 km Durchmesser) heraus. Der Krater der Awatscha hat einen Durchmesser von 350 Meter und war bis zu seiner Eruption von 1991 etwa 220 Meter tief. Typisch für diesen Vulkantyp verschließt Lava vor Ausbrüchen den Krater wie ein Pfropfen.

## Geologische Geschichte
Der Awatscha liegt auf dem pazifischen Feuerring an einem Punkt, an dem sich die pazifische Platte mit einer Geschwindigkeit von 80 Millimeter pro Jahr unter die Ochotsk-Platte schiebt, die früher als Teil der nordamerikanischen Platte angesehen wurde. Die Subduktion der pazifischen Platte ist die Ursache für die starke vulkanische Aktivität im Süden Kamtschatkas.
Der Vulkan ist einer der aktivsten auf der Halbinsel und wurde etwa um die Mitte des Pleistozäns aktiv. Er besitzt eine hufeisenförmige Caldera, die vor etwa 30.000 bis 40.000 Jahren durch einen Flankenkollaps entstand. Die zugehörige Trümmerlawine bedeckte eine Fläche von mehr als 500 km2 südlich des Vulkans, darunter das Gebiet der Stadt Petropawlowsk-Kamtschatski. Spätere Ausbrüche innerhalb der Caldera, insbesondere vor 18.000 und vor 7.000 Jahren, schufen die heutige Gestalt des Vulkans.

## Heutige Aktivität

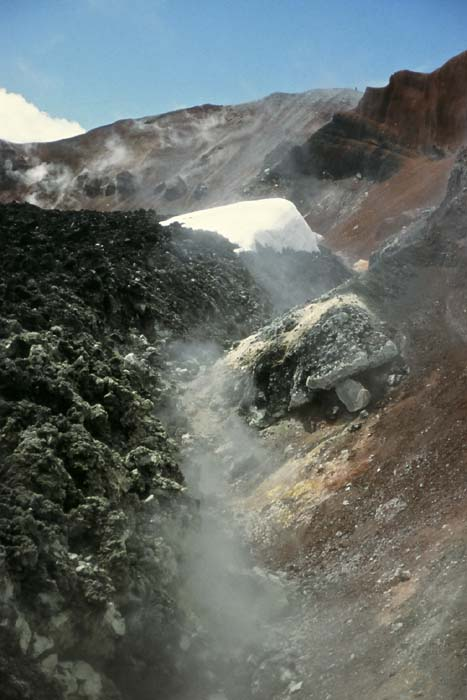
Auf dem Gipfel der Awatscha

In historischer Zeit ist die Awatscha mindestens 17-mal ausgebrochen, wobei die Eruptionen fast immer explosiv waren und sich danach ein Lavafluss nach Südwesten in die aufgebrochene Caldera hinein entwickelte. Die letzte starke Eruption erfolgte 1945 und wurde auf dem Vulkanexplosivitätsindex (VEI) mit einer Stärke von 4 vermerkt. Etwa 0,25 km3 Magma wurden dabei ausgestoßen. 1991 und 2001 gab es kleinere Ausbrüche des Vulkans.
Bis heute kommt es regelmäßig zu Erdbeben im Bereich des Vulkans. Aus mehreren Fumarolen im Bereich des Kraters strömen Gase mit einer Temperatur von über 400 °C aus. Wegen der Nähe der Stadt Petropawlowsk-Kamtschatski wurde der Vulkan 1996 gemeinsam mit dem benachbarten Vulkan Korjakskaja Sopka zu einem der „Decade Volcanoes“ der International Association of Volcanology and Chemistry of the Earth’s Interior (IAVCEI) bestimmt, die es wert sind, eine genauere Studie ihrer Geschichte sowie ihres Einflusses auf bewohntes Gebiet vorzunehmen.